# آب‌انبار رجان
آب‌انبار رجان مربوط به دوره پهلوی است و در شهرستان اصفهان، بخش کوهپایه، روستای رجان واقع شده و این اثر در تاریخ ۱۹ مرداد ۱۳۸۴ با شمارهٔ ثبت ۱۲۹۵۸ به‌عنوان یکی از آثار ملی ایران به ثبت رسیده است.